# 売ります。赤ん坊の靴。未使用

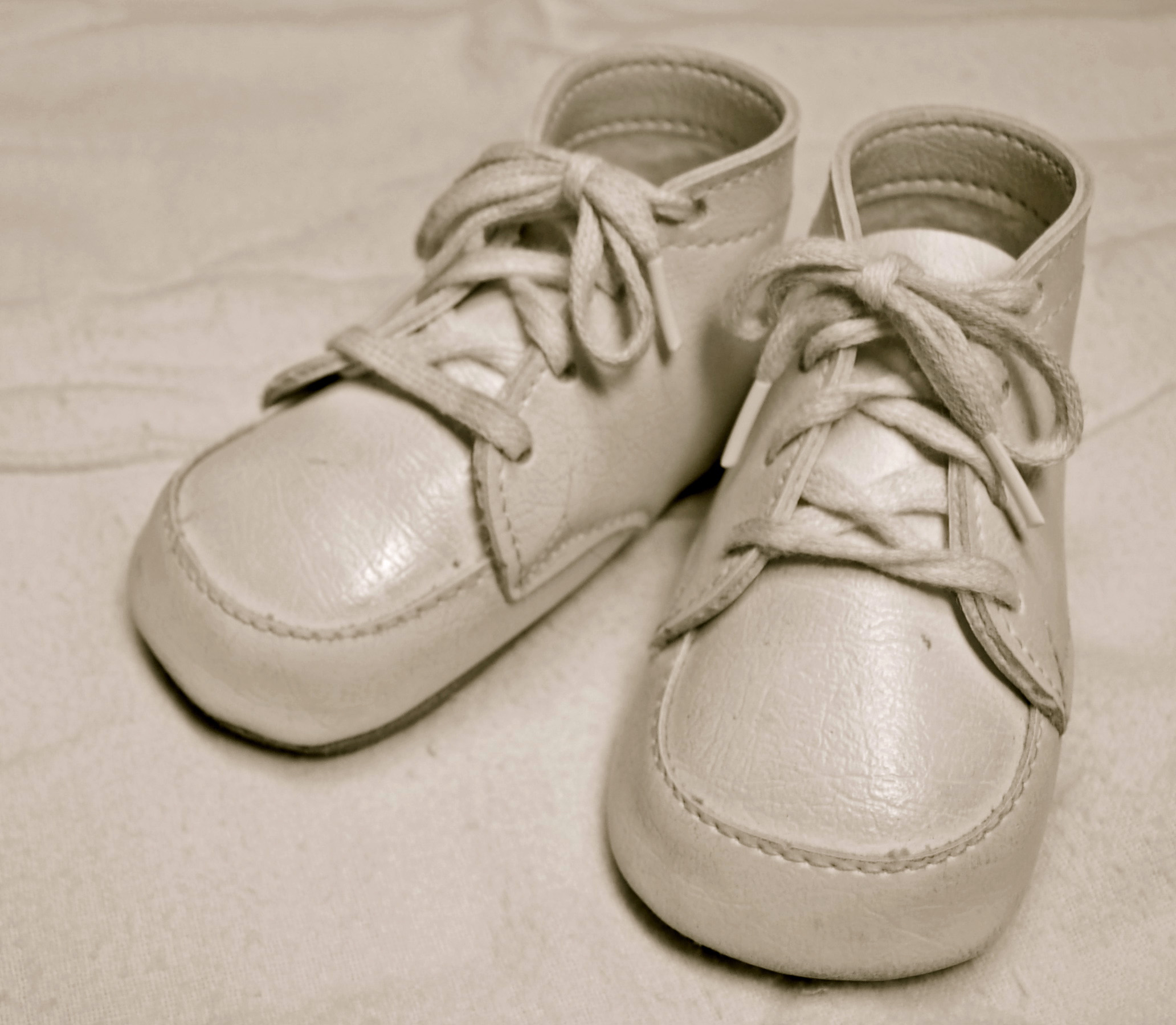
小児用の靴にまつわる、英語で6語の「小説」は、フラッシュ･フィクションを体現する作品とされている

「売ります。赤ん坊の靴。未使用」（うります あかんぼうのくつ みしよう、For sale: baby shoes, never worn）は、英語で6単語からなる短編小説の全文である。このシックスワード・ノベルは、フラッシュフィクション、サドゥンフィクションの極端な例でもある。アーネスト・ヘミングウェイの作品とされることが多いが、ヘミングウェイへの帰属は確かなものではなく、同じような趣向の小話は古くから存在する。

## 背景
ヘミングウェイが作者とされる場合、たいてい他の作家たちとの賭けの場面がクローズアップされる。1992年にSF作家のアーサー・C・クラークがカナダのユーモア作家ジョン・ロバート・コロンボ（en:John Robert Colombo）にあてた手紙ではこう語られている。友人たちと昼食をとったレストラン（リューホーズともザ・アルゴンキンともいわれている）で、ヘミングウェイは6つの単語で全ストーリーをつくってみせるほうに10ドル、といってテーブルの親になった。賭け金がそろうと、ヘミングウェイはナプキンに「売ります。赤ん坊の靴。未使用」と書いてテーブルに回した。そして彼は賭け金を総取りしたのである。

## 歴史

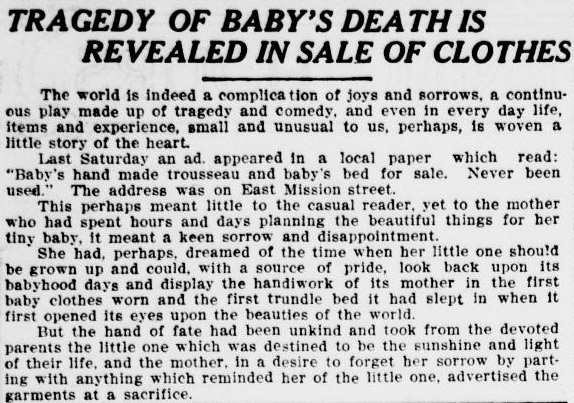
1910年5月16日付の『スポーケン・プレス』は、記事の執筆者に悲劇的な印象を残したある広告について報じていた

1910年5月16日付の『スポーケン・プレス (The Spokane Press)』には、「衣類が売り出されて明るみに出た赤ん坊の死という悲劇」と題する記事が掲載されており、未使用の乳児用品を売りに出す広告が別の新聞に掲載されたことについて報じていた。当時、ヘミングウェイは10歳に過ぎず、彼がその後作家としてのキャリアを開始するのは何年も先のことである。
1917年には、ウィリアム・R・ケーンが『ジ・エディター』という雑誌の記事中で、赤ん坊を亡くした女性についての物語を描写した上で、その題名として「小さな靴、未使用の（Little Shoes, Never Worn）」を提示している。このバージョンでは、靴は売られるのではなく譲られてるものとなっており、ケーンはそれが他の赤ん坊に与えられることで、女性がいくばくかの慰めを得られることを説いている。
1921年にはすでにパロディの対象にもなっている。同じ年の「ジャッジ」6月号に靴のかわりにベビーカーを用いたバージョンが掲載されており、語り手が哀悼の意を表すため売り主に連絡したところ、実際には双子が生まれたため一人用のベビーカーが売りに出されたことを知るというストーリーになっている。
ヘミングウェイとの結びつきは1991年まで遡ることができるが、それはすでに彼の没後30年のことである。ピーター･ミラーの著書『本を出せ！プロデュースを得よ！著作権代理人が教える君の本を売るためのヒント』において描かれる、1974年に「とある著名な新聞シンジケーター」がミラーに語ったエピソードがそれである。1992年にジョン・ロバート・コロンボが刊行したアーサー・C・クラークの手紙にも、ヘミングウェイが仲間の作家たちから10ドルずつ巻き上げたというエピソードを添えて、同じ話が繰り返されている。
1996年初演のジョン・デグルートによる一人芝居「パパ」によって、ヘミングウェイとの連想は強固なものとなった。1959年のキューバでの、ライフ誌によるフォトセッションを題材としたこの舞台で、デグルートはこの6つの単語をヘミングウェイ流の簡潔さを示すものとして登場人物に語らせているのである。舞台のプログラムにおいてデグルートは自身のヘミングウェイ描写を擁護してこう書いている。「劇中のすべては、アーネスト・ヘミングウェイもしくは彼をよく知る人物が語った出来事に基づくものである」。

## その後
この赤ん坊の靴という物語はかつては「ショートショート」とされていたが、その後、こういった極端なまでに少ない言葉数でひとつの物語を描こうという奇想を称して「フラッシュ・フィクション」の名で知られるようになった。とりわけ英語で6単語という制約は「6単語の回顧録」（Six-Word Memoirs）といったコンセプトまで産み出した。